# 위쌍동근
위쌍동근(superior gemellus muscle) 또는 상쌍자근(上雙子筋)은 볼기 깊은층에 존재하는 근육들 중 하나이다. 이름의 'gemellus'는 '쌍둥이' 혹은 '두 개'를 의미한다.

## 구조
위쌍동근은 아래쌍동근보다 크기가 작다. 궁둥구멍근의 아래쪽, 속폐쇄근의 위쪽에 위치하면서 속폐쇄근의 주행 경로, 즉 이는곳인 폐쇄막부터 닿는곳인 넙다리뼈 큰돌기 안쪽까지의 경로를 따라간다. 닿는곳은 아래쌍동근이나 속폐쇄근과 똑같은 넙다리뼈 큰돌기 안쪽면인데, 이 지점을 돌기오목이라고 부르기도 한다. 이때 속폐쇄근 힘줄의 위쪽 부분과 섞인다.
혈액 공급은 아래쌍동근과 똑같이 아래볼기동맥에서 공급받으나, 신경의 지배는 속폐쇄근으로 가는 신경(L5, S1, S2)의 지배를 받는데, 이는 아래쌍동근이 넙다리네모근으로 가는 신경의 지배를 받는 것과는 대조적이다.

## 기능
위쌍동근은 볼기 깊은층에서 넓적다리를 가쪽으로 돌리는 여섯 개의 가쪽돌림근 중 하나이다. 나머지 가쪽돌림근들은 궁둥구멍근, 속폐쇄근, 아래쌍동근, 넙다리네모근, 바깥폐쇄근이다. 또한, 두 쌍동근은 넓적다리가 골반뼈의 절구에 안정적으로 고정되도록 보조할 수 있다. 다리가 굽혀진 상태에서는 다른 가쪽돌림근들과 함께 넓적다리를 벌리는 작용을 할 수 있다.

## 추가 이미지

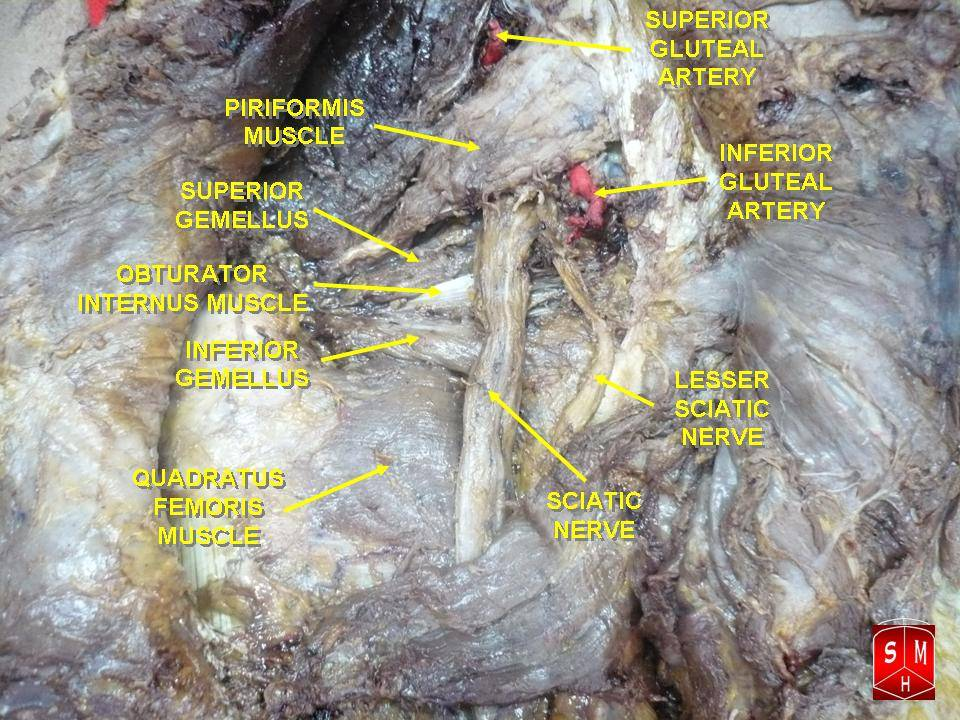
볼기의 근육
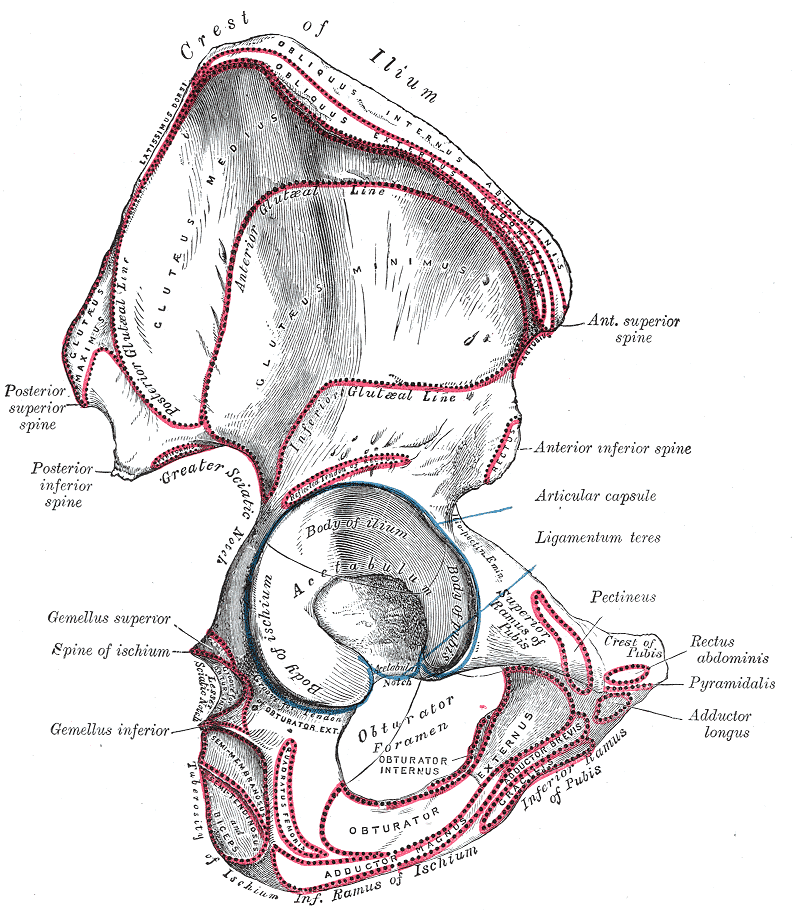
오른쪽 골반뼈 바깥면
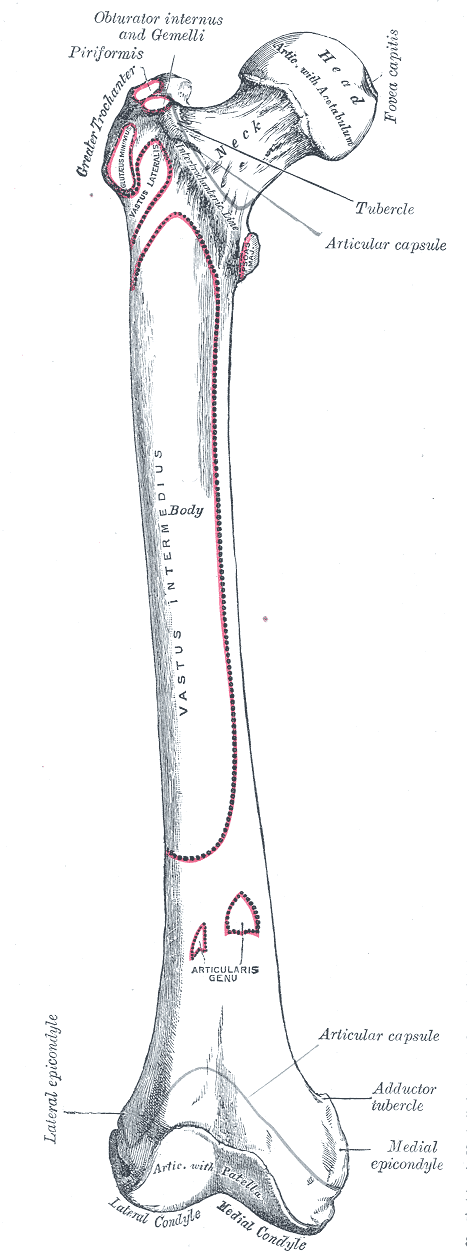
오른쪽 넙다리뼈 앞면